# Тадахико Уеда
Тадахико Уеда (јап. 上田 忠彦; 3. август 1947 — 15. април 2015) био је јапански фудбалер.

## Каријера
Током каријере је играо за Nippon Steel.

## Репрезентација
За репрезентацију Јапана дебитовао је 1970. године. За тај тим је одиграо 13 утакмица и постигао 7 голова.

## Статистика
| Јапан  | Јапан   | Јапан  |
| Година | Наступи | Голови |
| ------ | ------- | ------ |
| 1970.  | 10      | 7      |
| 1971.  | 3       | 0      |
| Укупно | 13      | 7      |